# Плава Јеврејка
„Плава Јеврејка” је југословенски ТВ филм из 1969. године. Режирао га је Јован Коњовић а сценарио је написао Исак Самоковлија

## Улоге
| Глумац             | Улога               |
| ------------------ | ------------------- |
| Марија Црнобори    |                     |
| Милена Дравић      |                     |
| Милан Лане Гутовић | (као Милан Гутовић) |
| Невенка Микулић    |                     |
| Светолик Никачевић |                     |
| Нада Шкрињар       |                     |
| Рената Улмански    |                     |